# 風のなかで むしのいのち くさのいのち もののいのち
『風のなかで むしのいのち くさのいのち もののいのち』は、2010年10月10日公開の日本映画。文部科学省選定（青年・成人向き）作品。

## 概要
東京都杉並区・中瀬幼稚園の卒園までの園児の1ヶ月を描いた記録映画。監督は筒井勝彦。園長自身がナレーションを担当している。ラピュタ阿佐ヶ谷でモーニングショー1回のみ上映。公式サイトでは自主上映の募集も行っている。
キャッチコピーは「子どもたちの"耀く瞳"を追いかけて 見えてきた かけがえのない いつもの暮らし。」。

## スタッフ
- プロデューサー - 川井田博幸
- 監督 - 筒井勝彦
- 撮影 - 秋葉清功
- 編集 - 筒井勝彦、筒井厚
- CG - 岡村武男
- 音楽 - 近藤久美子
- 音響演出 - 山田陽
- 音響スタジオ - studio Don Jua
- 語り - 井口佳子
- HP製作 - オフィスハル
- 企画・製作 - 中瀬幼稚園、グループ現代